# Ctenomys flamarioni
Ctenomys flamarioni là một loài động vật có vú trong họ Ctenomyidae, bộ Gặm nhấm. Loài này được Travi mô tả năm 1981.

## Hình ảnh

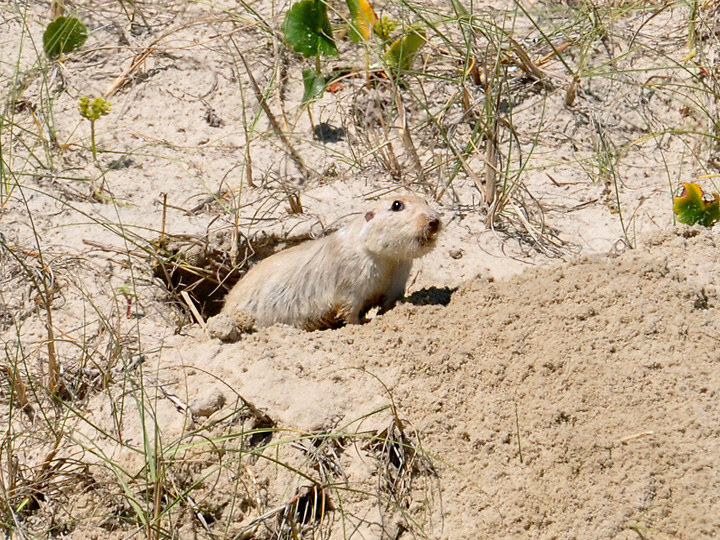